# BMW GROUP Tokyo Bay
BMW GROUP Tokyo Bay（ビーエムダブリューグループ トーキョーベイ）は、東京都江東区青海の臨海副都心地域にある、BMWの体験型ショールーム。2016年7月9日開業。

## 解説
都が行った臨海副都心エリアにおける施設暫定利用事業（約10年間の定期借地）の公募で、BMW JAPANが事業者に選定され、BMWの創立100周年に当たる2016年7月に開業した。土地を都から借りる際に12年間の定期借地契約を結んでいるが、地下の硬い岩盤に杭を打ち込み災害耐性を強くするなど長期継続使用を前提に設計されている。2年半かけて構想を練り、43億円を投じ開業にこぎ着けた施設は、旗艦ディーラー店舗としてではなく、400人規模の国際会議にも対応するコンファレンス・ホールや、基礎的なドライバー・トレーニング・プログラムを実施できるドライビング・エリアを備える、新タイプのブランド体験型販売拠点である。低層平屋を旨とした建物を街区グリッドから角度を振って配置することで、建物ファサードの視認性を最大化し、あわせて建物周囲に緩やかな起伏をもつアプローチ空間、イベント利用可能な試乗エリアを設け、往来する人々が賑わいを感じ、自然と施設を訪れたくなるような風景の創出が意図されている。
エントランスがあるセンター棟を中心に、右側のBMWを扱うBMW Tokyo Bayには四輪車が28台、BMWモトラッドのオートバイが10台、左側のMINIを扱うMINI TOKYO BAYでは11台がそれぞれ展示されている。センター棟のエントランスホール正面には、一般的な総合受付ではなくネスプレッソとタイアップしたカフェを設置し、広々としたラウンジスペースでコーヒーを楽しむことができる。ほかにヒストリックカーを展示する屋根付きに認定中古車スペースや、簡易整備と洗車などを実施するサービス棟なども設けられている。
臨海副都心エリアにおける相乗効果を狙い、近隣他団体とのイベント共催も企画していく考えで、年間30万人の来場を見込んでいる。試乗は有料で1時間税込1,000円となっているが、ディーラーの紹介がある場合は無料である。